# Pascal Dupraz
Pascal Dupraz (nacido el 19 de septiembre de 1962 en Annemasse, Francia) es un exfutbolista, director deportivo y entrenador francés. Actualmente está libre tras dejar el Dijon FCO.

## Carrera como jugador
En su etapa como futbolista, Dupraz fue delantero y desarrolló su carrera en clubes franceses modestos. Debutó en 1980 como jugador del FC Sochaux y se retiró en 1993 en las filas del FC Gueugnon, aunque pasó siete años más como jugador-entrenador.

## Carrera como entrenador
FC Gaillard
Dupraz se inició como técnico en 1993, actuando de jugador-entrenador en el FC Gaillard. Siete años después, ya retirado, se dedicó íntegramente a las funciones de entrenador.
Croix de Savoie
En 2003 comenzó a dirigir al F. Croix de Savoie 74, donde estaría tres años, más otra temporada desempeñando la labor de director deportivo.
Olympique Croix de Savoie
En 2007, pasó al banquillo del Olympique Croix de Savoie 74, equipo al que entrenó durante dos temporadas, logrando ascenderlo al Championnat National en la primera de ellas.
Évian Thonon Gaillard
En 2009, volvió a convertirse en director deportivo del club, tras ser renombrado como Évian Thonon Gaillard FC.
El 3 de septiembre de 2012, se hizo cargo del primer equipo del Évian, sustituyendo a Pablo Alejandro Correa. El equipo del este de Francia sólo había sumado un punto en 4 jornadas antes de su llegada, pero logró evitar el descenso bajo su dirección, terminando 16.º en la Ligue 1 2012-13. También llegó a la final de la Copa de Francia, aunque perdió (3-2) contra el Girondins de Burdeos.
En la temporada 2013-14, volvió a lograr la permanencia en la máxima categoría (aunque se lo jugó en la última jornada contra un rival directo); pero en la Ligue 1 2014-15, 4 derrotas consecutivas en casa en la recta final de la temporada condenaron al Évian al descenso. El 30 de junio de 2015, fue despedido por parte del club, alegando una "falta grave" (haber imitado la firma del expresidente en algunos documentos).
Tras dejar el banquillo del Évian, comenzó a trabajar como analista de Canal+ Sport.
Toulouse
El 1 de marzo de 2016, firmó como nuevo técnico del Toulouse FC. Aunque se hizo cargo del equipo violeta cuando marchaba penúltimo a 10 puntos del primer equipo fuera del descenso y estuvo ausente en el primer partido porque fue víctima de un síncope, logró 7 puntos en sus 4 primeros encuentros al frente del conjunto francés, lo que hizo renacer las esperanzas de salvación del club. Finalmente, con dos victorias en las dos últimas jornadas, consiguió hacer realidad el "milagro" de la permanencia.
En la Ligue 1 2016-17, el Toulouse comenzó logrando buenos resultados, llegando a situarse en las primeras posiciones tras derrotar al París Saint-Germain en la 7.ª jornada. Sin embargo, el equipo no pudo mantener esa dinámica positiva y terminó la primera vuelta del campeonato como 9.º clasificado. La segunda vuelta no fue mejor y el Toulouse acabó la Ligue 1 en 13.ª posición, con 44 puntos.
En la temporada siguiente, el Toulouse no pudo repetir el buen comienzo protagonizado en la campaña anterior y finalizó la primera vuelta de la Ligue 1 2017-18 en una peligrosa 17.ª posición. El 22 de enero de 2018, con el equipo violeta como penúltimo clasificado tras ganar sólo uno de sus 12 últimos partidos, el club anunció su despido.
Caen
El 1 de octubre de 2019, fue presentado como nuevo entrenador del Caen, al que llevó a la 13.ª posición en la Ligue 2. El 23 de marzo de 2021, el club hizo oficial su destitución a causa de los malos resultados.
Saint-Étienne
El 14 de diciembre de 2021, se incorporó al AS Saint-Étienne. El equipo francés ocupaba la última posición de la Ligue 1 a su llegada, pero bajo su mando, logró 3 victorias consecutivas y lo sacó de los puestos de descenso. El conjunto del Loira terminó el campeonato como 18.º clasificado, accediendo a la promoción de ascenso y descenso. Sin embargo, fue derrotado por el AJ Auxerre en la tanda de penaltis, por lo que descendió a la Ligue 2. El 2 de junio de 2022, el club confirmó su marcha.
Dijon
El 3 de abril de 2023, firmó por el Dijon FCO de la Ligue 2. A pesar de que logró 4 victorias y 4 empates en 8 partidos, una derrota en la última jornada condenó al equipo francés al descenso de categoría. El 26 de junio de 2023, fue sustituido por Benoît Tavenot.

## Clubes

### Como jugador
| Club                             | País    | Año       | Partidos | Goles |
| -------------------------------- | ------- | --------- | -------- | ----- |
| FC Sochaux                       | Francia | 1980-1981 | 4        | 0     |
| CS Thonon                        | Francia | 1981-1982 | 27       | 5     |
| Brest Armorique FC               | Francia | 1982-1986 | 70       | 13    |
| FC Mulhouse                      | Francia | 1986-1987 | 31       | 3     |
| SC Toulon                        | Francia | 1987-1989 | 28       | 1     |
| FC Gueugnon                      | Francia | 1989-1991 | 37       | 2     |
| FC Gaillard                      | Francia | 1991-1993 |          |       |
| FC Gaillard (jugador-entrenador) | Francia | 1993-2000 |          |       |

### Como entrenador
Actualizado hasta el último partido dirigido el 29 de mayo de 2022.
| Club                     | País    | Año       | P   | PG  | PE  | PP  | % v.   |
| ------------------------ | ------- | --------- | --- | --- | --- | --- | ------ |
| FC Gaillard              | Francia | 1993-2003 | 396 | 157 | 120 | 119 | 49.75% |
| O. Croix de Savoie 74    | Francia | 2003-2006 | 119 | 40  | 38  | 41  | 44.25% |
| O. Croix de Savoie 74    | Francia | 2007-2009 | 80  | 43  | 19  | 18  | 61.67% |
| Évian Thonon Gaillard FC | Francia | 2012-2015 | 124 | 40  | 24  | 60  | 38.71% |
| Toulouse FC              | Francia | 2016-2018 | 96  | 30  | 28  | 38  | 40.97% |
| SM Caen                  | Francia | 2019-2021 | 55  | 19  | 18  | 18  | 45.46% |
| AS Saint-Étienne         | Francia | 2021-2022 | 25  | 7   | 7   | 11  | 37.33% |
| Dijon FCO                | Francia | 2023      |     |     |     |     |        |
| Total                    | Total   | Total     | 895 | 336 | 254 | 305 | 47%    |